# تستیدروژیتسه
تستیدروژیتسه (به چکی: Ctidružice) یک منطقهٔ مسکونی در جمهوری چک است که در ناحیه زنویمو واقع شده‌است. تستیدروژیتسه ۱۲٫۶۶ کیلومتر مربع مساحت و ۳۲۰ نفر جمعیت دارد و ۳۸۸ متر بالاتر از سطح دریا واقع شده‌است.